# 크리스틴 크룩
크리스틴 로라 크룩(Kristin Laura Kreuk, 1982년 12월 30일 ~)은 캐나다의 배우이다.

## 초기 생활
크리스틴은 캐나다 브리티시컬럼비아주 밴쿠버에서 조경 건축가인 어머니 디에나 체(Deanna Che)와 아버지 피터 크룩(Peter Kreuk) 사이에서 태어났다. 크리스틴의 아버지는 네덜란드 혈통이고, 어머니는 인도네시아에서 태어난 중국인이다.